# 928
928 (CMXXVIII) fue un año bisiesto comenzado en martes del calendario juliano, en vigor en aquella fecha.

## Acontecimientos
- León VI sucede a Juan X como papa.
- Esteban VII sucede a León VI como papa.

## Fallecimientos
- Luis III el Ciego, rey de Provenza (n. 880).
- 28 de mayo: Juan X, papa (n. 860).
- Antes del 1 de diciembre: Diego Fernández, conde portugués.